# Adventure Cycling UNITY
Adventure Cycling UNITY var et dansk cykelhold, som blev etableret af Breakaway Cycling Club med start fra 2024. Holdet havde Adventure Cycling som hoved- og navnesponsor, og kørte som et DCU Elite Team i off-road disciplinerne gravelcykling, mountainbike og cykelcross samt landevejscykling. Holdet havde tidligere professionelle cykelrytter Mads Christensen som teammanager. Holdet lukkede ved udgangen af 2024.

## Holdet

### 2024
| Trup 2024                                  | Trup 2024          | Trup 2024                                | Trup 2024 |
| Rytter                                     | Fødselsdag         | Seneste hold                             |           |
| ------------------------------------------ | ------------------ | ---------------------------------------- | --------- |
| Bjørn Andreassen                           | 27. december 2001  | Svendborg Mountainbike Klub (2023)       |           |
| Trine Holmsgaard                           | 4. september 1997  | Proximus-Alphamotorhomes-Doltcini (2023) |           |
| Casper Ingerslev                           | 5. maj 1997        | Aarhus MTB (2023)                        |           |
| Karl-Erik Rosendahl                        | 1. maj 2001        | Cykling Odense (2023)                    |           |
| Morten Örnhagen Jørgensen                  | 2001               | Mountainbike Club Vejle (2023)           |           |
| Tobias Lundberg Dichmann                   | 23. september 2004 | Randers Cykleklub (2023)                 |           |
| Torben Benner Lundgaard (24. maj–31. dec.) | 22. marts 1999     | Aarhus Studenternes Cykelklub (2024)     |           |
| Elias Johan Asgaard (24. maj–31. dec.)     | 24. marts 2003     | Sydkysten Cycling (2024)                 |           |
|                                            |                    |                                          |           |
| Kilde: ProCyclingStats                     |                    |                                          |           |

#### Sejre
| 16. mar. | DCU Gravel Cup for kvinder, 1. etape | DCU licensløb | Trine Holmsgaard |